# 우만초등학교
우만초등학교(牛滿初等學校)는 대한민국 경기도 수원시 팔달구에 있는 공립초등학교이다.

## 학교 연혁
- 1992.03.01 개교(25학급 편성)및 초대 김종민 교장 취임
- 1993.02 53학급 편성인가
- 1993.03.03 신입생 입학식(483명, 10학급)
- 1994.02.14 제1회 졸업식(372명)
- 1995.09.01 제2대 김학진 교장 취임
- 1997.03.01 제3대 이근유 교장 취임
- 1999.09.01 제4대 정지풍 교장 취임
- 2000.03.01 교육부지정 교실수업개선 연구중심 학교
- 2001.03.01 경기도 교육청지정 창의성교육 시범학교
- 2002.03.08 우만초등학교 병설 유치원 개원
- 2003.10.01 교육인적자원부지정 사교육비 절감연구학교
- 2003.12.31 최우수 학교 표창(경기도 교육감)
- 2003.12.31 학교 평가 및 방과후 교실 운영
- 2005.03.01 경기도교육청지정 저학년 방과후 교실운영시범학교
- 2007.03.01 경기도교육청지정 교원능력 개발평가 선도학교 운영
- 2008.02.15 우만 꿈나무 도서실 개관
- 2012.03.01 제9대 강성환 교장 취임
- 2014.03.01 두드림학교 운영
- 2014.03.01 소통공감의 학교혁신문화만들기 선도학교 운영
- 2014.03.01 혁신 클러스터 운영
- 2014.03.01 다문화 중심학교 운영
- 2015.02.14 제22회 졸업식(79명, 누계 5,105명)
- 2015.03.01 18학급 편성(특수 2, 유치원 1)